# Chaptalización
La chaptalización es una técnica particular de azucarado aplicada al proceso de elaboración de vino desarrollada por el químico francés Jean-Antoine Chaptal (1756-1832) y que consiste en la adición de azúcar, originalmente de remolacha pero también de caña, e incluso alcohol de vino (mosto concentrado) al mosto de uva de manera a facilitar el proceso de Fermentación alcohólica y la obtención de un producto de mayor graduación. Aunque no siempre se da un aumento del grado alcohólico, puesto que las levaduras mueren cuando se alcanza una graduación alcohólica elevada. Esto produce vinos mucho más secos.
En general, se utiliza sobre mostos procedentes de uvas de regiones que por las características climáticas, o meteorológicas puntuales, no alcanzan una madurez suficiente y son deficientes en glucosa.
El uso de la chaptalización ha sido tradicionalmente un tema controvertido ya que empleada de manera abusiva, se ha atribuido con frecuencia a la adulteración de los caldos de peor calidad o a prácticas de competencia económica y comercial desleal entre las distintas regiones productoras. 
Así en Europa, han sido frecuentes las disputas al respecto entre los productores del área mediterránea y las de las regiones septentrionales, más templadas, pero también en el equilibrio económico de los productores de azúcar y los viticultores, llegando incluso a generar una crisis de Estado en Francia durante el episodio de la Revuelta de los Viticultores en Languedoc-Rosellón de 1907.
En España, la Ley 24/2003, de 10 de julio, de la Viña y del Vino prohíbe, salvo en casos concretos expresamente autorizados debidos a meteorología desfavorable, cualquier aumento artificial de la graduación alcohólica. Otros países donde se prohíbe su uso industrial son los Estados Unidos, Argentina ,Chile e Italia, mientras que se autoriza según estipula cada reglamentación nacional, en Francia y Alemania. 
En la Unión Europea, el debate en torno a la chaptalización es uno de los puntos principales del proyecto de reforma comunitaria del sector del vino debatida a lo largo del año 2007.